# Branico
Branico [bɾaˈniːko] (Branìch [bɾaˈnik] in dialetto bergamasco) è una frazione del comune di Costa Volpino, nella bassa Val Camonica, provincia di Bergamo.

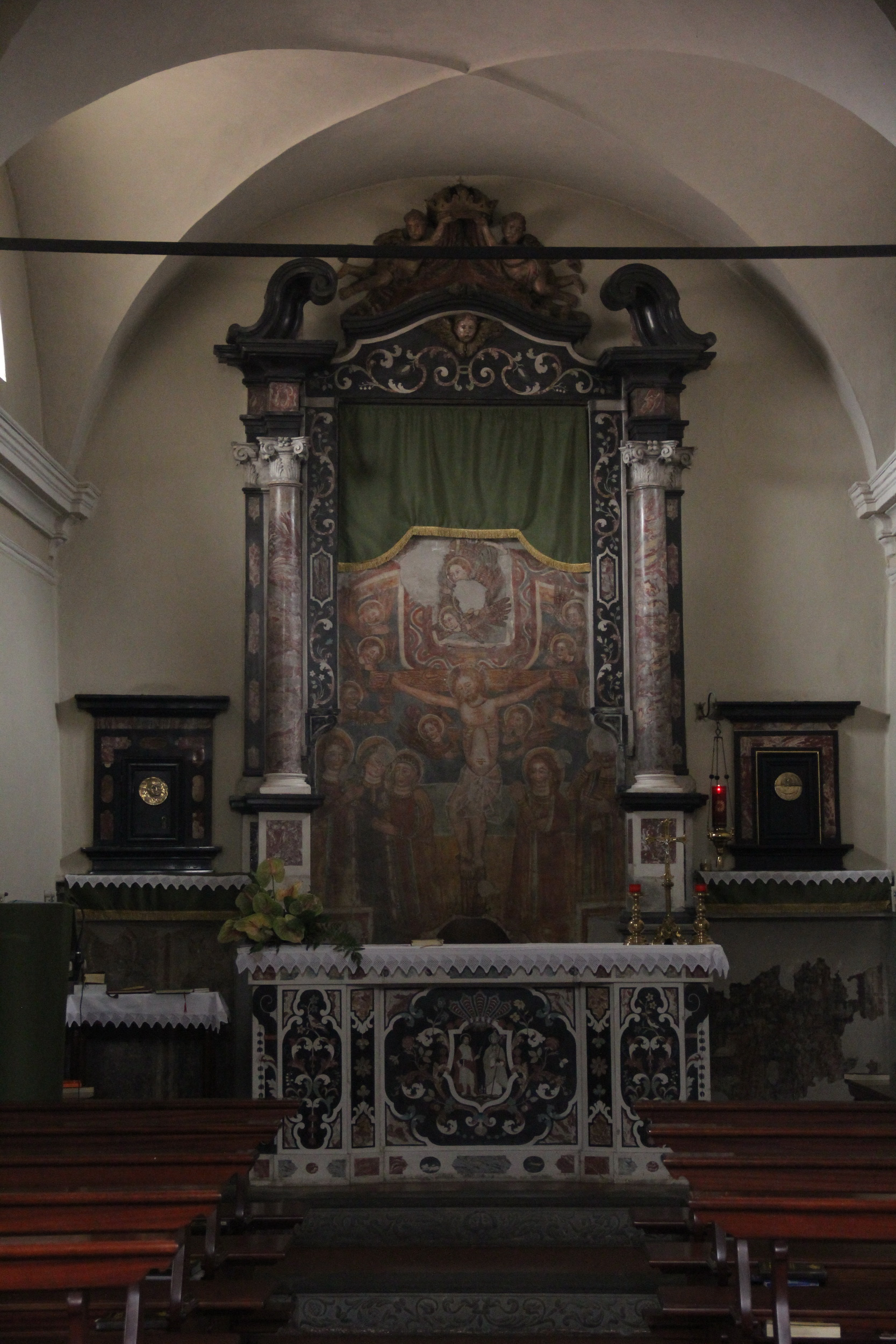
facciata interna della chiesa che rappresenta gesú in croce

## Geografia fisica

### Territorio
È posto ad un'altezza di circa 350 m.s.l.m. e recentemente è stato interessato da un buon incremento della popolazione a seguito di un notevole sviluppo edilizio della zona più a valle della località, al confine con la frazione di Corti.

### Clima
Data la presenza del Lago d'Iseo la Costa e quindi anche Branico risulta avere un clima temperato. Le precipitazioni medie annue si aggirano attorno ai 1200 mm. I venti sono caratterizzati dall'alternarsi di una corrente diurna detta, in dialetto bergamasco, l'Ora del làc, e di una notturna detta ol Vèt, le quali scorrono in senso opposto.

## Storia
Nel passato è stato sede del comune, poi spostato nella frazione di Corti.
Branico ha dato i natali a Bortolo Pezzutti, ragazzo diciottenne che, nel 1944, non volle togliersi un fazzoletto rosso che portava al collo e per questo deportato nel campo di concentramento di Bolzano come dissidente politico dai nazi-fascisti. Torturato per 3 giorni fu infine ucciso con una pugnalata al petto la notte di pasqua del 1945.

## Toponimo
Il nome secondo la tradizione trae origine da un antico abitante della zona, tale "Branius", a cui è stato aggiunto il suffico "-ico" di probabile derivazione celtica.

## Monumenti e luoghi d'interesse

### Architetture religiose
- Chiesa dedicata ai Santi Bartolomeo e Gottardo. Risale almeno al XIV secolo: al suo interno infatti sono stati recentemente portati alla luce alcuni affreschi attribuiti a Giovanni da Volpino databili attorno alla metà del XV secolo.

## Società

### Tradizioni e folclore
Gli scütüm sono nei dialetti camuni dei soprannomi o nomignoli indicanti i tratti caratteristici di una comunità. Quello che contraddistingue gli abitanti di Branico è sciòri (ricchi).